# Сучевены
Сучевены (укр. Сучевени, рум. Suceveni) — село в Черновицком районеЧерновицкой области Украины. Административный центр Сучевенской сельской общины.
Население по переписи 2001 года составляло 1661 человек. Почтовый индекс — 60422. Телефонный код — 3734. Код КОАТУУ — 7321088501.

## История
Сучевены с момента своего основания является частью исторического региона, Буковина. Первое документальное свидетельство о селе было обнаружено в акте от 1431 года, изданном во время правления Александра Доброго, правителя Молдавского княжества (1400—1432).
В январе 1775 года, в результате его позиции нейтралитета во время военного конфликта между Османской империи и Российской империи (1768—1774), Империя Габсбургов получила часть территории Молдавского княжества, известную как Буковина. После аннексии Буковины Империей Габсбургов в 1775 году, Сучевены вошел в состав Сторожинецкого округа (по-немецки Storozynetz) Буковинского герцогства, управляемого австрийцами.
Австрийские власти ввели церковные условия, по которым регистрировались свадьбы, новорожденные и смерти. Сельский священник также выполнял обязанности чиновника по гражданскому статусу. По переписи около 1800 года в селе было 70-80 домов, а к 1840 году их количество увеличилось до 100—110 домов.
Между 1848 и 1851 годами рабство в Буковине было отменено. В 1860 году в Сучевены была разобрана первая (деревянная) церковь села, которая была построена, по некоторым оценкам, около 1350 года. Позже в Сучевены была построена новая церковь, которую в 1870 году освятил епископ Евгения Хакман. В 1902 году была открыта первая села.
После единение Буковины с Румынией 28 ноября 1918 года, Сучевены стала частью Королевство Румынии, в пределах площади Флондорень округа Сторожинец, где проживает большинство румынского населения. В межвоенный период в деревне был основан филиал Общества румынской культуры и литературы из Буковины. В этот период также строится лесозавод. В 1922 году директор Г. Дашевичи распорядился о пристройке здания школы.
28 июня 1940 года Северная Буковина была оккупирована советскими войсками. После оккупации села советскими войсками несколько жителей попытались уехать в Румынию. После слухов, распространенных НКВД, о том, что 1 апреля 1941 года будет разрешено пересечь советско-румынскую границу, большая группа людей, более 3000 человек, из нескольких деревень в долине Сирет (Нижние Петровцы, Верхние Петровцы, Купка, Корчевцы и Сучевены), несущие впереди белый флаг и религиозные знаки (иконы, флаги и атласные кресты), образовали мирную колонну и направились к новой границе между СССР и Румынии. На поляне Варница, примерно в 3 км от границы, советские пограничники ждали их, спрятавшись в лесу, откуда они стреляли из пулемётов по колонне людей. Выживших преследовали кавалеристы и рубили саблями. Согласно составленным позже спискам, пять человек из Сучевень стали жертвами этой резни в Белой Кринице. 22 пойманных беглеца были осуждены за «участие в антисоветской группе при попытке измены Родине».
В 1941 Румыния как в блоке ОСИ, вступила в войну против СССР, Северная Буковина снова вошла в составе Румынии в 1941—1944 годах. В 1944 году советские войска вошли на территории Буковины. В тот же год Северная Буковина была передана в состав Украинской ССР. В 1946 году советская власти изменили название села Сучевены на Широка Поляна. В 1944 году вновь открылась школа в селе, которая в 1974 году стала средней школой.
После развала СССР, 1991 года село Сучевены входит в состав Глыбокского района, Черновицкой области, Украина. При переписи 1989 года большинство жителей объявили себя румынами.
Решением № 133 от 2 марта 1995 года, Верховна Рада Украины изменила название села с Широкую Поляну на исторического название Сучевены. В настоящее время в селе проживает 1661 человек, в основном румынской национальности.
В 2020 году, в ходе административно-территориальной реформы в Украине, Глыбокский район был упразднён, а село стало административным центром Сучевенской сельской общины Черновицкого района.